# الفاتح 2013 (مسلسل)
مسلسل الفاتح السلطان العثماني الثاني. مسلسل تركي 2013 يتحدث عن حياة محمد . مع انتقال القناة إلى الساعة العاشرة مساءاً من قبل إدارة كانال دي بسبب قلة التقييمات ، حُرم المسلسل من الدعم المالي للقناة. قرر المنتج إنهاء المسلسل ، وحصلت الحلقة الخامسة التي تم بثها في 4 نوفمبر 2013 على النهائي بسبب التصنيف المنخفض. 

## طاقم التمثيل
| لاعبين            | الشخصيات                        |
| ----------------- | ------------------------------- |
| محمد عاكف الاقورد | محمد الفاتح                     |
| غمزة أوزتشليك     | فتاة الزهور                     |
| سيدا أكمان        | جولبهار هاتون                   |
| داغان كولج        | سيد تورهان                      |
| هاند سورال        | جيفيرهان سلطان                  |
| بيركان سوكولو     | الأمير مصطفى (الثاني. ابن محمد) |
| صالح بادمسي       | II. بايزيد                      |
| فوركان سينتورك    | جيم سلطان                       |
| خبير أخبار        | ديليار                          |